# Partij voor Nationale Redding
De Partij voor Nationale Redding (Turks: Millî Selâmet Partisi, MSP) was een Turkse politieke partij van islamistische signatuur. In 1974 vormde het een coalitieregering met de secularistische Republikeinse Volkspartij (CHP) van Bülent Ecevit. De MSP werd net als andere Turkse partijen gesloten na de militaire staatsgreep van 1980.
De partij werd geleid door Necmettin Erbakan. De partij kreeg in 1973 11,8% van de stemmen. Na regeringsdeelname kreeg de partij 8,56% van de stemmen in de verkiezingen van 1977. 